# اجناسيو مارتينيز
اجناسيو مارتينيز (بالإسبانية: Ignacio Martínez de Pisón)‏ (و. 1960  م) هو كاتب سيناريو، وصحفي، وكاتب إسباني، ولد في سرقسطة.

## التعليم
تعلم في جامعة سرقسطة، وتحصل منها على ليسانس، وتعلم في جامعة برشلونة، وتحصل منها على ليسانس
.

## جوائز
حصل على جوائز منها:
- الجائزة الوطنية للرواية (2015)
- City of Barcelona Award  [لغات أخرى]‏ (2012)
- جائزة النقاد القشتاليين  [لغات أخرى]‏ (2011)
- Premio Dulce Chacón de Narrativa Española  [لغات أخرى]‏ (2006)
- Rodolfo Walsh award  [لغات أخرى]‏ (2005)
- Premio Torrente Ballester [الإنجليزية]‏ (1991)

## وصلات خارجية
- اجناسيو مارتينيز على موقع IMDb (الإنجليزية)
- اجناسيو مارتينيز على موقع ألو سيني (الفرنسية)
- اجناسيو مارتينيز على موقع أول موفي (الإنجليزية)
- اجناسيو مارتينيز على موقع قاعدة بيانات الفيلم (الإنجليزية)
- اجناسيو مارتينيز على موقع كينوبويسك (الروسية)